# Kim Basinger
Pour les articles homonymes, voir Basinger (homonymie).
Kim Basinger, née le 8 décembre 1953 à Athens, dans l'État de Géorgie, est une mannequin et actrice américaine.
Elle remporte son premier succès international en interprétant une James Bond girl dans Jamais plus jamais (1983). Le film lui ouvre les portes du cinéma grand public. Elle est nommée au Golden Globe pour son rôle dans Le Meilleur (1984). Sex-symbol des années 1980, elle voit sa carrière s'envoler en 1986 grâce au film 9 semaines 1/2. Ses autres grands succès incluent Boire et Déboires (1987) aux côtés de Bruce Willis, Batman (film, 1989) aux côtés de Michael Keaton, Sang chaud pour meurtre de sang-froid (1992) aux côtés de Richard Gere et Uma Thurman.
En 1997, elle joue dans L.A. Confidential aux côtés de Kevin Spacey, Russell Crowe, Danny DeVito et Guy Pearce qui lui rapporte l'Oscar de la meilleure actrice dans un second rôle, le Prix de la Meilleure actrice dans un second rôle aux Screen Actors Guild Award et un SEFCA Award aux Southeastern Film Critics Association Awards. Kim Basinger est également une des vedettes principales du film 8 Mile (2002).

## Biographie

### Jeunesse et formation
Kim Basinger [kɪm ˈbeɪsɪŋər] naît Kimila Ann Basinger le 8 décembre 1953 à Athens, en Géorgie. Troisième de cinq enfants elle a deux frères, Mick et Skip, et deux sœurs, Ashley et Barbara. Elle est d'origine allemande par ses ancêtres paternels.
Son père, Don Basinger, est musicien d'une formation de Big band et gérant d'une firme spécialisée dans les prêts. Il est parachuté en Normandie le jour J. Sa mère, Ann, est mannequin, actrice et bonne nageuse. Elle apparait dans des films d'Esther Williams. Kim Basinger a des ascendances allemande, suédoise et irlando-écossaises,,

### Mannequinat
Enfant, son père l'inscrit à des cours de danse pour qu'elle vainque sa timidité qu'il estime maladive. Adolescente, elle remporte plusieurs prix de beauté à l'occasion de concours de Miss junior. Au lycée, elle est pom-pom girl et fait de la danse classique. À l'âge de seize ans, elle commence une carrière de mannequin de mode en gagnant le concours de Miss Athens Junior dans sa ville natale. Puis elle remporte le titre de Miss Junior Georgie et enfin celui de Miss Junior à l'échelle nationale. C'est à cette dernière occasion que la célèbre Ford Model Management la remarque et lui offre un contrat. Elle refuse pour faire une carrière de chanteuse et d'actrice mais, reconsidérant sa position, elle part pour New York et deviendra un des mannequins vedette de l'agence tout au long des années 1970. À la fin de cette décennie, elle décroche plusieurs rôles dans des séries télé comme Drôles de dames.
Peu après avoir signé un contrat avec l'Agence Ford, Basinger fait la couverture de nombreux magazines. Elle apparaît sur des centaines de publicités tout au long des années 1970. Elle est, en particulier, une des Breck Shampoo-girl. Tout en menant une carrière de mannequin, elle suit des cours d'art dramatique à la prestigieuse Neighborhood Playhouse et joue dans les clubs Greenwich Village.

### Débuts d'actrice (années 1970)

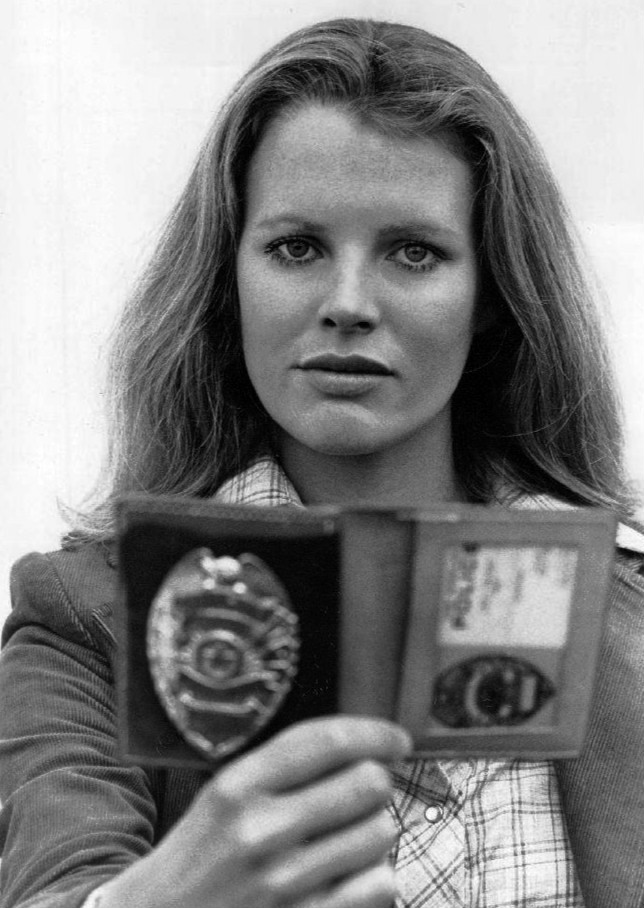
L'actrice dans l'éphémère série policière Dog & Cat, diffusée en juillet 1977.

En 1976, après avoir passé cinq ans à faire la page de couverture des périodiques, Basinger décide de mettre entre parenthèses sa carrière de mannequin et part pour Los Angeles afin de commencer celle d'actrice. On la voit à la télévision dans certains épisodes de Starsky et Hutch, Vegas, Drôles de dames, L'Homme qui valait trois milliards (1977) ou encore Le Nouvel Homme invisible (1976). Elle obtient son premier rôle principal dans le téléfilm Katie: A portrait of a Centerfold (1978) où elle campe une fille quittant sa campagne pour Hollywood en rêvant de devenir une actrice et aboutit dans la page centrale d'un magazine destiné à des lecteurs masculins. Elle est ensuite une prostituée dans la série télévisée Tant qu'il y aura des hommes (From here to eternity) (1979) dans laquelle elle paraît aux côtés de Natalie Wood. Elle interprète le même personnage dans une série télévisée en treize épisodes qui en est dérivée. Elle obtient son premier rôle au cinéma avec un western, Hard Country (1981) où elle donne la réplique à Jan-Michael Vincent, acteur alors en vogue et futur pilote du Supercopter. Elle est rapidement pressentie pour La fièvre de l'or (1982); film dans lequel elle donne la réplique à Charlton Heston.

### De 007 àBatman(années 1980)

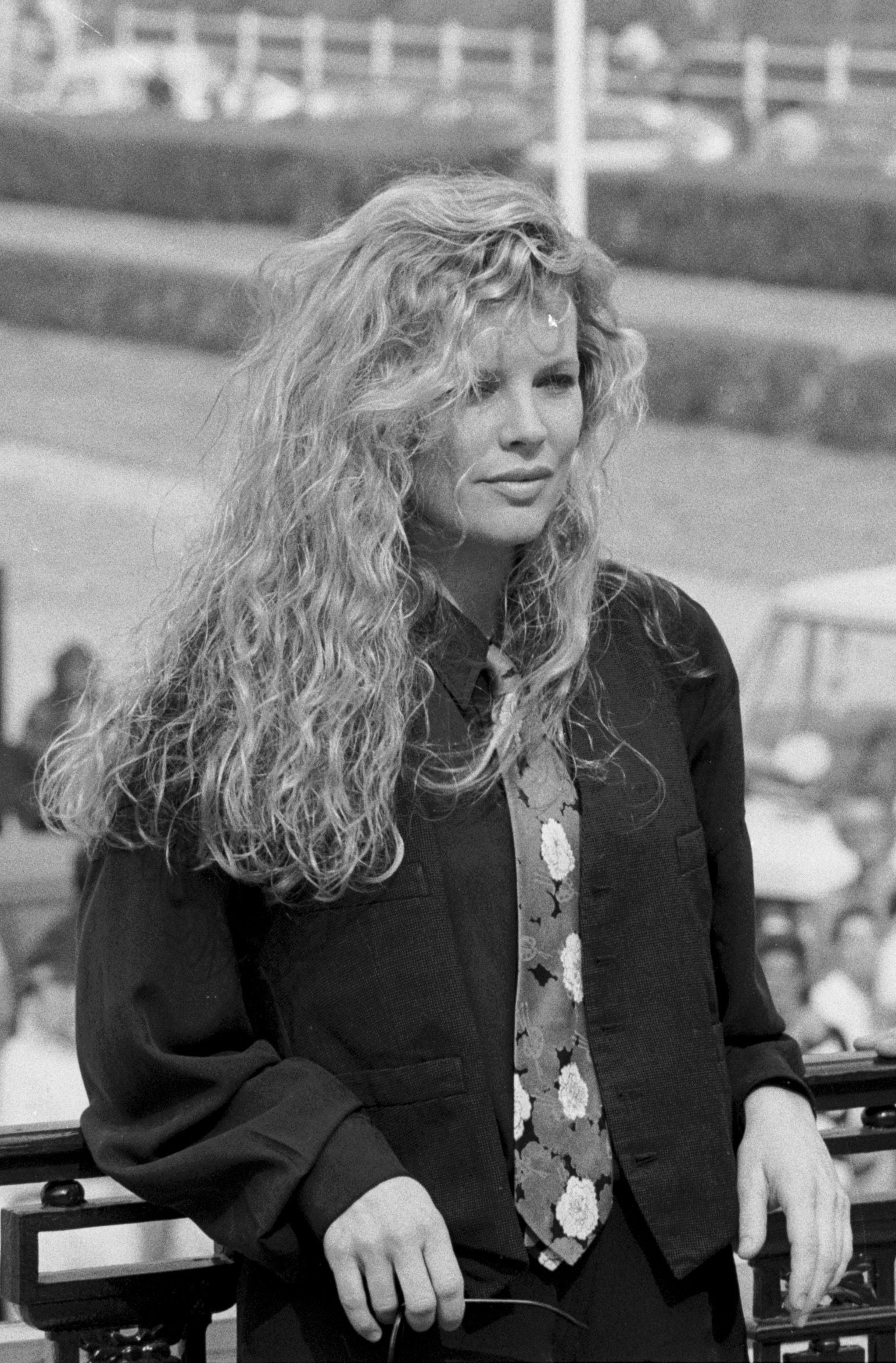
L'actrice au Festival du Cinéma Américain de Deauville 1989.

Sa carrière marque un tournant décisif lorsqu'elle accepte d'être Domino Petachi, la James Bond girl de Sean Connery dans Jamais plus jamais d'Irvin Kershner (1983). En février 1983, elle pose dévêtue dans le magazine Playboy afin, dit-elle, de promouvoir son interprétation dans le film. L'actrice affirme que son apparition dans les pages de Playboy lui a ouvert de bonnes perspectives. Elle paraît aux côtés de Burt Reynolds et de Julie Andrews dans L'Homme à femmes puis donne la réplique à Robert Redford dans Le Meilleur (1984) pour lequel elle est nommée Meilleure second rôle au Golden Globe Award, volant la vedette à sa partenaire Glenn Close.
Dès lors, sa carrière est bien lancée. Robert Altman la contacte pour tourner Fool for Love (1985), film en compétition au Festival de Cannes. 9 semaines 1/2 (1986) marquera l'apogée de la carrière de Kim Basinger. Ce film reprend l'histoire des rapports sado-masochistes d'un couple qu'(Oshima) avait décrite dans l'Empire des sens. Malgré la présence de Mickey Rourke, lui aussi au sommet de son art, et la musique de Joe Cocker, le film est un échec lors de sa sortie en salles, rapportant tout de même 100 millions de dollars à l'international.
Elle est la partenaire de Richard Gere dans le thriller Sans pitié (1986), donne la réplique à Bruce Willis dans Boire et Déboires (1987), une comédie éthylique réalisée par Blake Edwards qui l'a déjà dirigée dans L'Homme à femmes (1983). Comédie encore avec le Nadine (1987) de Robert Benton. En 1988, elle renoue avec un rôle sexy dans J'ai épousé une extra-terrestre auprès de Richard Benjamin. Tim Burton lui offre le second grand succès de sa carrière, le rôle de Vicki Vale dans le blockbuster Batman (1989).

### Échecs successifs et comebackL.A. Confidential(années 1990)

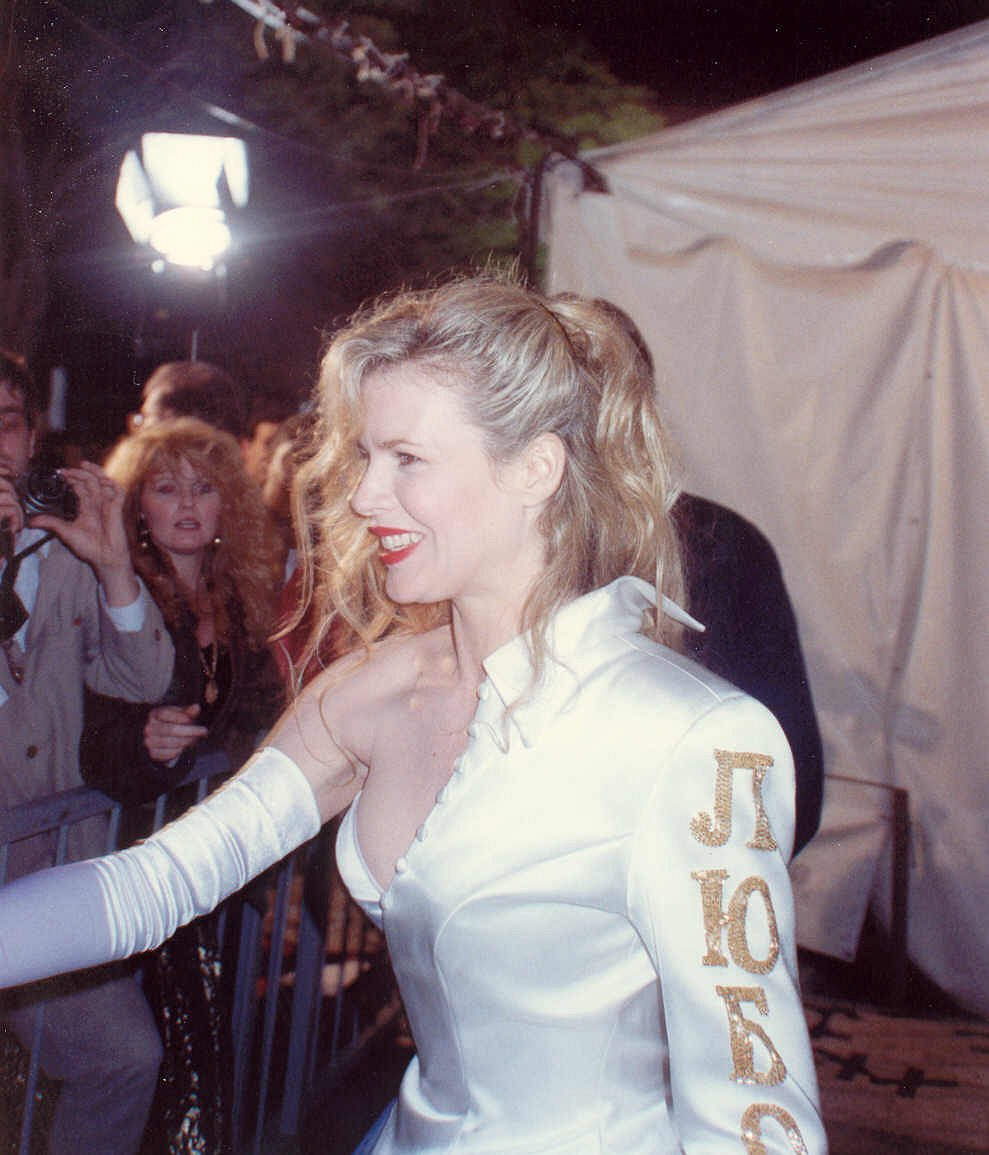
L'actrice sur le tapis rouge des Oscars, en 1990.

Le passage des années 1980 aux années 1990 s'avère difficile pour l'actrice. En 1991-1992, afin d'éviter d'être cantonnée aux rôles de sex-symbol, elle choisit de refuser le rôle (finalement interprété par Sharon Stone) de Catherine Tramell, la vénéneuse blonde glaciale de Basic Instinct. Elle s'essaye plutôt à la chanson et la même année, elle est ainsi invitée à chanter dans un nouvel enregistrement de Shake your Head aux côtés d'Ozzy Osbourne et atteint le Top 5 au Royaume-Uni.
Elle refuse de tourner dans Thelma et Louise et Nuits blanches à Seattle, qui deviennent pourtant des succès. Elle ne s'en voit pas moins gratifiée d'une étoile sur le Walk of Fame d'Hollywood Boulevard.
En 1993, elle fait une apparition dans la vidéo de Tom Petty lorsqu'il interprète Mary Jane's Last Dance. Elle y joue le rôle d'une morte que Petty ramène de la morgue pour vivre romantiquement avec elle. Mais la jeune femme ne réagit pas et Tom ne peut que l'abandonner dans la mer au pied d'une falaise. Mais le fantastique demeure, car la morte rouvre les yeux. Le clip joue sur l'humour macabre et un romantisme fantastique qui s'appuie sur la beauté pure et régulière de l'actrice.
La Chanteuse et le Milliardaire (1991) que la comédienne tourne avec son futur mari est un échec. Ils se retrouveront tous deux devant la caméra pour Guet-apens (1994), un remake du film de Peckinpah qui fait peu de recettes. Ils feront plus parler d'eux pour leur divorce tumultueux que pour la qualité de leurs films. Basinger cumule les échecs au cours de l'année 1993. Cette année-là, elle est nommée deux fois (un comble) aux Razzie Awards. La première avec le thriller Sang chaud pour meurtre de sang-froid (1993) et réitère avec Cool World. Toujours en 1993, elle paraît dans L'Affaire Karen McCoy ; une histoire de braquage de banque, avec Val Kilmer et Terence Stamp. Elle retrouve Robert Altman pour Prêt-à-Porter, film au succès mitigé, en 1994. La comédienne s'éloigne des plateaux de tournage pendant un temps pour pouvoir se consacrer à sa famille.
Son retour à l'écran sera opéré en tête d'affiche féminine de l'acclamé et multirécompensé thriller néo-noir L.A. Confidential, sorti en 1997. Le scénariste et cinéaste Curtis Hanson lui confie le rôle d'une femme fatale vénéneuse, qui lui permet non seulement de renouer avec la critique, dix ans après Batman, mais aussi de décrocher l'Oscar de la meilleure actrice dans un second rôle. Elle décide néanmoins de s'arrêter de tourner pour trois ans.

### Progression difficile et seconds rôles (années 2000-2010)
Elle revient dans les studios d'Hollywood en 2000 pour Je rêvais de l'Afrique et L'Élue, deux flops critiques , mais retrouve surtout Curtis Hanson pour le biopic 8 Mile, sorti en (2002) où elle prête ses traits à la mère tourmentée d'Eminem. Le film est acclamé par la critique. Les années 2000 seront néanmoins marquées par des échecs critiques successifs.
Elle défend trois longs-métrages en 2004: le thriller d'action concept Cellular dont elle est la tête d'affiche, la comédie dramatique Lignes de vie, portée aux côtés de Jeff Bridges, et la comédie romantique Elvis Has Left the Building face à John Corbett. Tous passent inaperçus.
En 2006, elle passe à des rôles moins exposés : elle tente de nouveau la carte du thriller choral avec Even Money et joue une Première Dame dans le film d'action The Sentinel, mené par Kiefer Sutherland et Eva Longoria. Elle accepte même le premier rôle d'un téléfilm mélodramatique, La Légende de Séréna.
En 2008, elle s'éloigne de productions commerciales : elle tient un second rôle dans le drame Loin de la terre brûlée, écrit et réalisé par le mexicain Guillermo Arriaga, et porté par Charlize Theron. Le film est projeté au Festival international du film de Toronto de septembre 2008 ainsi qu'au Festival du film qui s'est tenu à Savannah (Géorgie) au mois d'octobre 2008. Elle joue également la mère au foyer héroïne du thriller confidentiel While She Was Out, et enfin se prête de nouveau à l'adaptation de classique de la littérature américaine pour The Informers, une adaptation de Bret Easton Ellis réalisée par Gregor Jordan. Le long-métrage est présenté au Festival du film de Sundance au mois de janvier 2009 mais reçoit des critiques catastrophiques.
Elle se fait donc beaucoup plus rare sur les écrans durant les années 2010.
Elle joue d'abord la mère du héros du drame Le Secret de Charlie Saint-Cloud, incarné par la valeur montante Zac Efron ; en 2012, elle fait partie de la distribution du film d'action Black November, et tourne le film choral Puzzle, sous la direction de Paul Haggis. En 2013, elle défend aussi la comédie sportive Match retour, qui associe Sylvester Stallone et Robert De Niro en têtes d'affiche.
L'année 2014 est marquée par les sorties de deux projets qui passent inaperçus : le drame sportif 4 Minute Mile, où elle donne la réplique à Richard Jenkins, et tente de nouveau la carte d’héroïne d'action avec le thriller concept I Am Here, écrit et réalisé par Anders Morgenthaler. C'est en 2016 qu'elle parvient à faire un retour remarqué. L'ex-scénariste vedette des années 1980 Shane Black la dirige en effet dans sa comédie d'action à suspense The Nice Guys. L'actrice y retrouve Russell Crowe et prête ses traits à une femme de pouvoir impitoyable dans le Los Angeles des années 1970. Le film lui permet de recevoir ses premières critiques positives depuis 8 Mile. Ce retour au premier plan lui permet d'enchaîner avec un projet ouvertement commercial : le troisième rôle principal de Cinquante nuances plus sombres, la suite de l'adaptation Cinquante nuances de Grey. Elle y évoluera aux côtés des jeunes Dakota Johnson et Jamie Dornan, sous la direction de James Foley.

## Vie personnelle

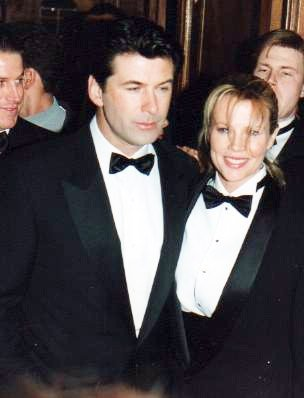
Alec Baldwin et Kim Basinger en 1994

Le 12 octobre 1980, Kim Basinger épouse le maquilleur de cinéma Ron Snyder-Britton dont elle avait fait la connaissance sur le plateau du film Hard Country (sorti en 1981). Ils divorcent en 1989. En 1998, Britton publie ses mémoires, Longer than Forever, dans lesquelles il relate les années passées auprès de Basinger ainsi que les rumeurs au sujet d'affaires de cœur entre sa femme et le chanteur Prince, puis avec l'acteur Richard Gere rencontré sur Sans pitié (1986) et Sang chaud pour meurtre de sang-froid (1992).
Elle fait la connaissance d'Alec Baldwin en 1990 alors qu'ils interprètent un couple d'amoureux dans le film La Chanteuse et le Milliardaire (1991). Ils se marient le 19 août 1993. De leur union naît une fille en 1995, Ireland Eliesse Baldwin dite « Addie ». Le couple se sépare en janvier 2001 avec éclat, divorce en février 2002 et se lance dans une bataille juridique pour la garde de l'enfant. Dans son livre, A promise to ourselves, Alec Baldwin accuse Basinger de lui interdire de voir leur fille depuis leur séparation. À la suite du divorce, Basinger coupe les ponts avec son frère Mick et avec sa mère, en leur reprochant d'avoir pris le parti de son ex-mari. Elle reste cependant proche de son père et de sa sœur Ashley. D'après une source proche de la famille, « Kim a rayé de ses tablettes tous ceux qui n'étaient pas d'accord avec elle ».

## Difficultés financières
En 1989, sur les conseils de certains membres de sa famille, Basinger achète la petite ville de Braselton en Géorgie pour 20 millions de dollars dans l'espoir d'en faire une ville touristique avec des studios de cinéma et un festival du film. Mais, en raison de difficultés financières, elle est contrainte de la revendre en 1993. La ville est maintenant propriété d'un certain Wayne Mason, un promoteur immobilier. Lors d'un entretien accordé à Barbara Walters, Kim Basinger admet « qu'on ne pouvait rien en tirer de bon » en raison d'un désaccord familial. Ses difficultés financières s'accroissent lorsqu'elle renonce à terminer le film controversé Boxing Helena. Les studios lui intentent un procès qu'ils gagnent. Elle est condamnée à leur verser 8 millions de dollars et se voit contrainte de se mettre en faillite personnelle. Elle fait appel du jugement. La cour lui ayant donné raison, elle trouve un accord avec les studios sur une indemnité moins importante.

## Engagement
Kim Basinger est végétarienne et milite pour le droit des animaux. Elle a posé pour des publicités anti-fourrure de PETA. Elle a écrit aux créateurs de mode, notamment à Yohji Yamamoto, pour leur demander de cesser d'utiliser de la fourrure.

## Filmographie

### Cinéma

#### Années 1980
- 1981 : Hard Country (en) de David Greene : Jodie
- 1982 : La Fièvre de l'Or (Mother Lode) de Charlton Heston : Andrea Spalding
- 1983 : Jamais plus jamais (Never Say Never Again) de Irvin Kershner : Domino Petachi
- 1983 : L'Homme à femmes (The Man Who Loved Women) de Blake Edwards : Louise Carr
- 1984 : Le Meilleur (The Natural) de Barry Levinson : Memo Paris
- 1985 : Fool for Love de Robert Altman : May
- 1986 : 9 semaines 1/2 (9½ Weeks) de Adrian Lyne : Elizabeth
- 1986 : Sans pitié (No Mercy) de Richard Pearce : Michel Duval
- 1987 : Boire et Déboires (Blind Date) de Blake Edwards : Nadia Gates
- 1987 : Nadine (Nadine) de Robert Benton : Nadine Hightower
- 1988 : J'ai épousé une extra-terrestre (My Stepmother Is an Alien) de Richard Benjamin : Celeste Martin
- 1989 : Batman (Batman) de Tim Burton : Vicki Vale

#### Années 1990
- 1991 : La Chanteuse et le Milliardaire (The Marrying Man) de Jerry Rees : Vicki Anderson
- 1992 : Sang chaud pour meurtre de sang-froid (Final Analysis) de Phil Joanou : Heather Adams
- 1992 : Cool World de Ralph Bakshi : Holli Would
- 1992 : L'Affaire Karen McCoy (The Real McCoy) de Russell Mulcahy : Karen McCoy
- 1993 : Wayne's World 2 (Wayne's World 2) de Stephen Surjik : Honey Hornée
- 1994 : Guet-apens (The Getaway) de Roger Donaldson : Carol McCoy
- 1994 : Prêt-à-Porter (Ready to Wear (Prêt-à-Porter)) de Robert Altman : Kitty Potter
- 1997 : L.A. Confidential (L.A. Confidential) de Curtis Hanson : Lynn Bracken

#### Années 2000
- 2000 : Je rêvais de l'Afrique (I Dreamed of Africa) de Hugh Hudson : Kuki Gallmann
- 2000 : L'Élue (Bless the Child) de Chuck Russell : Maggie O'Connor
- 2002 : 8 Mile de Curtis Hanson : Stephanie Smith
- 2002 : Influences (People I Know) de Daniel Algrant : Victoria Gray
- 2004 : Lignes de vie (The Door in the Floor) de Tod Williams : Marion Cole
- 2004 : Mais où est passé Elvis ? (Elvis Has Left the Building) de Joel Zwick : Harmony Jones
- 2004 : Cellular de David R. Ellis : Jessica Martin
- 2006 : The Sentinel de Clark Johnson : la Première Dame Sarah Ballentine
- 2007 : Even Money de Mark Rydell : Carolyn Carver
- 2008 : While She Was Out (en) (While She Was Out) de Susan Montford : Della Myers
- 2008 : The Informers de Gregor Jordan : Laura Sloan
- 2009 : Loin de la terre brûlée (The Burning Plain) de Guillermo Arriaga : Gina

#### Années 2010
- 2010 : Le Secret de Charlie (Charlie St. Cloud) de Burr Steers : Claire St. Cloud
- 2012 : Black November de Jeta Amata : Kristy
- 2013 : Match retour (Grudge Match) de Peter Segal : Sally Rose
- 2013 : Puzzle (Third Person) de Paul Haggis : Elaine
- 2014 : 4 Minute Mile (en) de Charles Olivier-Michaud : Claire Jacobs
- 2014 : Un enfant dans la tête (I Am Here) de Anders Morgenthaler : Maria
- 2016 : The Nice Guys de Shane Black : Judith Kutner
- 2017 : Cinquante Nuances plus sombres (Fifty Shades Darker) de James Foley : Elena Lincoln alias Mme Robinson

### Télévision
| Année | Titre du Film                                   | Notes                                                 |
| ----- | ----------------------------------------------- | ----------------------------------------------------- |
| 1976  | Drôles de dames (Charlie's Angels)              | Première saison, épisode 4: Une prison pour ces dames |
| 1976  | Le Nouvel Homme invisible                       | Épisode 5 : Train de nuit                             |
| 1977  | Dogs and cats                                   | Série abandonnée après le sixième épisode             |
| 1977  | L'Homme qui valait trois milliards              |                                                       |
| 1978  | Le Fantôme du vol 401 (The Ghost of Flight 401) |                                                       |
| 1978  | Katie: Portrait of a Centerfold                 | Téléfilm de Robert Greenwald                          |
| 1979  | Tant qu'il y aura des hommes                    | minisérie télévisée                                   |
| 1980  | Tant qu'il y aura des hommes                    | série télévisée                                       |
| 1981  | Hôpital sous surveillance                       |                                                       |
| 1997  | Sean Connery, an Intimate Portrait              | Documentaire                                          |
| 1998  | Les Simpson                                     |                                                       |
| 2006  | La Légende de Santa Senara (The mermaid chair)  | Jessie Sullivan                                       |

## Distinctions
| Cérémonie                                                     | Date | Résultat | Prix                            | Catégorie                                                                     | Film                                                                                                  |
| ------------------------------------------------------------- | ---- | -------- | ------------------------------- | ----------------------------------------------------------------------------- | --- |
| Academy Award                                                 | 1998 | Lauréate | Oscar                           | Meilleure Actrice dans un Second Rôle                                         | L.A. Confidential de Curtis Hanson (1997)                                                             |
| Académie des films de science-fiction, fantastique et horreur | 2005 | Nommée   | Saturn Award                    | Meilleure Actrice dans un Second Rôle                                         | Cellular de David R. Ellis (2004)                                                                     |
| Académie des films de science-fiction, fantastique et horreur | 1991 | Nommée   | Saturn Award                    | Meilleure Actrice dans un Second Rôle                                         | Batman de Tim Burton (1989)                                                                           |
| Académie des films de science-fiction, fantastique et horreur | 1990 | Nommée   | Saturn Award                    | Meilleure Actrice                                                             | J'ai épousé une extra-terrestre de Richard Benjamin (1988)                                            |
| BAFTA Awards                                                  | 1998 | Nommée   | BAFTA Film Award                | Meilleure Actrice                                                             | L.A. Confidential de Curtis Hanson (1997)                                                             |
| Blockbuster Entertainment Awards                              | 2001 | Nommée   | Blockbuster Entertainment Award | Actrice préférée dans un film de suspense                                     | L'Élue de Chuck Russell (2000)                                                                        |
| Golden Apple Awards                                           | 1991 | Lauréate | Sour Apple                      |                                                                               | |
| Golden Globe Award                                            | 1998 | Lauréate | Golden Globe                    | Meilleure Actrice dans un second rôle                                         | L.A. Confidential de Curtis Hanson (1997)                                                             |
| Golden Globe Award                                            | 1985 | Nommée   | Golden Globe                    | Meilleure Actrice dans un second rôle                                         | Le Meilleur de Barry Levinson (1984)                                                                  |
| Kudzu Film Festival                                           | 1999 | Lauréate | Athena Award                    |                                                                               | |
| MTV Movie Awards                                              | 1994 | Nommée   | MTV Movie Award                 | Meilleur baiser                                                               | Wayne's World 2 de Stephen Surjik (1993)                                                              |
| MTV Movie Awards                                              | 1994 | Nommée   | MTV Movie Award                 | Femme la plus désirable                                                       | Guet-apens de Roger Donaldson (1994)                                                                  |
| MTV Movie Awards                                              | 1993 | Nommée   | MTV Movie Award                 | Femme la plus désirable                                                       | Cool World de Ralph Bakshi (1992)                                                                     |
| MTV Movie Awards                                              | 1992 | Nommée   | MTV Movie Award                 | Femme la plus désirable                                                       | Sang chaud pour meurtre de sang-froid de Phil Joanou (1992)                                           |
| National Board of Review                                      | 1994 | Lauréate | NBR Award                       | Best Acting by an Ensemble                                                    | Prêt-à-Porter de Robert Altman (1994)                                                                 |
| Razzie Awards                                                 | 2017 | Lauréate | Razzie Award                    | Pire actrice dans un second rôle                                              | Cinquante nuances plus sombres (Fifty Shades Darker) de James Foley                                   |
| Razzie Awards                                                 | 2005 | Nommée   | Razzie Award                    | Pire perdant des Razzies des 25 dernières années (avec 6 Nominations en tout) | |
| Razzie Awards                                                 | 2001 | Nommée   | Razzie Award                    | Pire Actrice                                                                  | L'Élue de Chuck Russell (2000) et pour Je rêvais de l'Afrique de Hugh Hudson (2000)                   |
| Razzie Awards                                                 | 1995 | Nommée   | Razzie Award                    | Pire Actrice                                                                  | Guet-apens de Roger Donaldson (1994)                                                                  |
| Razzie Awards                                                 | 1993 | Nommé    | Razzie Award                    | Pire Actrice                                                                  | Cool World de Ralph Bakshi (1992) et pour Sang chaud pour meurtre de sang-froid de Phil Joanou (1992) |
| Razzie Awards                                                 | 1992 | Nommée   | Razzie Award                    | Pire Actrice                                                                  | La Chanteuse et le Milliardaire de Jerry Rees (1991)                                                  |
| Razzie Awards                                                 | 1987 | Nommée   | Razzie Award                    | Pire Actrice                                                                  | 9 semaines 1/2 de Adrian Lyne (1986)                                                                  |
| Screen Actors Guild Award                                     | 1998 | Lauréate | Actor                           | Meilleure Actrice dans un second rôle                                         | L.A. Confidential de Curtis Hanson (1997)                                                             |
| Screen Actors Guild Award                                     | 1998 | Nommée   | Actor                           | Meilleure distribution                                                        | L.A. Confidential de Curtis Hanson (1997)                                                             |
| Southeastern Film Critics Association Awards                  | 1998 | Lauréate | SEFCA Award                     | Meilleure Actrice dans un second rôle                                         | L.A. Confidential de Curtis Hanson (1997)                                                             |

## Voix francophones
En France, Michèle Buzynski est la voix française régulière de Kim Basinger. Celle-ci fut également doublée par Micky Sébastian, Anne Canovas ou encore Frédérique Tirmont.
Au Québec, elle est essentiellement doublée par Natalie Hamel-Roy et Claudie Verdant.